# Haruki Murakami
Haruki Murakami (em japonês: 村上春樹; romaniz.: Murakami Haruki; nascido em Quioto, prefeitura de Quioto, Japão, em 12 de janeiro de 1949) é um escritor e tradutor japonês. Seus livros são sucessos de vendas, tanto no Japão, quanto internacionalmente. Sua obra foi traduzida para mais de 50 idiomas.
Seu trabalho recebeu inúmeros prêmios, incluindo o World Fantasy Award, o Frank O'Connor International Short Story Award, o Prêmio Franz Kafka e o Prêmio Jerusalém.
Seus trabalhos mais conhecidos são Caçando Carneiros, Norwegian Wood, Crônica do Pássaro de Corda, Kafka à Beira-Mar e 1Q84. Ele também traduziu do inglês para o japonês obras de outros escritores como Raymond Carver e J.D. Salinger. Suas obras, que comumente são criticadas pelo establishment literário do Japão como não-japonesas, foram influenciada por escritores ocidentais, de Chandler a Vonnegut, passando por Richard Brautigan. Suas obras são frequentemente surrealistas, melancólicas e fatalistas, marcada por um estilo kafkiano com "temas recorrentes como alienação e solidão". Steven Poole, do The Guardian, elogiou Murakami dizendo que se trata de "um dos maiores romancistas vivos" por seus trabalhos e realizações.

## Biografia
Murakami nasceu em Quioto pouco tempo após a Segunda Guerra Mundial, filho de um sacerdote budista com a filha de um comerciante de Osaka, com os quais aprendeu literatura japonesa. Apesar de nascido em Quioto, passou a maior parte de sua juventude em Shukugawa (Nishinomiya), Ashiya e Kobe.
Frequentou a Universidade de Waseda, em Tóquio, dedicando-se sobretudo aos estudos teatrais. Antes de terminar o curso, abriu um bar de jazz chamado Peter Cat, à frente do qual se manteve entre 1974 e 1982.
Em 1986, partiu para a Europa e depois para os EUA, onde acabaria por se fixar.
Escreveu o seu primeiro romance - Ouça a canção do vento - em 1979, mas seria em 1987, com Norwegian Wood, que o seu nome se tornaria famoso no Japão.
Em 1995, suas obras começam a se tornar mais socialmente conscientes, tomando a Crônica do Pássaro de Corda (1995) como exemplo, que lida em parte com o tópico da invasão japonesa da Manchúria (Nordeste da China). O romance ganhou o Prêmio Yomiuri, concedido por um dos ex-críticos mais severos de Murakami, Kenzaburō Ōe, que ganhou o Prêmio Nobel de Literatura em 1994.
Processar o trauma coletivo logo se tornou um tema importante na escrita de Murakami, que antes era de natureza mais pessoal. Murakami voltou ao Japão após o terremoto de Kobe e o ataque com gás sarin ao Metrô de Tóquio. Ele chegou a um acordo com esses eventos com seu primeiro trabalho de não ficção, Underground - o Atentado de Tóquio e a Mentalidade Japonesa, e a coleção de contos After the Quake (Depois do Terremoto). Underground consiste principalmente em entrevistas com vítimas dos ataques com gás no sistema de metrô de Tóquio.
O próprio Murakami menciona que mudou sua posição de "desapego" para "compromisso" depois de ficar nos Estados Unidos em 1991. "Seus primeiros livros, disse ele, se originaram em uma escuridão individual, enquanto seus trabalhos posteriores tocam na escuridão encontrada na sociedade e na história ", escreveu Wendy Edelstein em um artigo para a UC Berkeley News.
Escritor particularmente influenciado pela cultura ocidental, Murakami traduziu para o japonês obras de F. Scott Fitzgerald, Truman Capote, John Irving e Raymond Carver.
Murakami é aficionado em esportes de resistência: participa de maratonas e de triatlos, embora só tenha começado a correr depois dos 33 anos. No dia 23 de junho de 1996 completou sua primeira ultramaratona, uma corrida de 100 quilômetros ao redor do lago Saroma em Hokkaido, Japão. Aborda sua relação com o esporte no livro Do que eu falo quando eu falo de corrida (2008).

## Obras
| Edição original                                                                                        | Edição original | Edição brasileira                                         | Edição brasileira |
| Título original                                                                                        | Ano             | Título no Brasil                                          | Detalhes da edição |
| --- | --------------- | --------------------------------------------------------- | --- |
| 風の歌を聴け/ 1973年のピンボール Kaze no uta o kike / 1973-nen no pinbōru                              | 1979 / 1980     | Ouça a canção do vento / Pinball, 1973                    | Rio de Janeiro: Alfaguara, 2016. Tradução do japonês Rita Kohl. 272 p. ISBN 9788556520296 |
| 羊をめぐる冒険 Hitsuji o meguru bōken                                                                  | 1982            | Caçando carneiros                                         | Rio de Janeiro: Alfaguara, 2014. 336 p. Tradução do japonês Leiko Gotoda. 331 p. ISBN 9788579623080. OBS: a primeira edição foi publicada pela editora Estação Liberdade, em 2001                                                                                                 |
| 世界の終りとハードボイルド・ワンダーランド Sekai no owari to Hādo-boirudo Wandārando                   | 1985            | O Fim do Mundo e o impiedoso País das Maravilhas          | Rio de Janeiro: Alfaguara, 2024. Tradução do japonês Jefferson José Teixeira. 488 p. ISBN 9788556522078 |
| ノルウェイの森 Noruwei no mori                                                                         | 1987            | Norwegian Wood                                            | Rio de Janeiro: Alfaguara, 2008. Tradução do japonês Jefferson José Teixeira. 360 p. ISBN 9788560281527. OBS: a primeira edição desta tradução saiu em 2005, com outra capa e número menor de páginas, pelo selo Objetiva.                                                        |
| ダンス・ダンス・ダンス Dansu dansu dansu                                                               | 1988            | Dance Dance Dance                                         | Rio de Janeiro: Alfaguara, 2015. Tradução do japonês Lica Hashimoto. 496 p. ISBN 9788579623943. OBS: a primeira edição desta tradução foi publicada pela editora Estação Liberdade, em 2005.                                                                                      |
| 眠り Nemuri                                                                                            | 1989            | Sono                                                      | Rio de Janeiro: Alfaguara, 2015. Ilustrações de Kat Menschik. Tradução do japonês Lica Hashimoto. 118 p. ISBN 9788579623752 |
| 国境の南、太陽の西 Kokkyō no minami, taiyō no nishi                                                    | 1992            | Sul da fronteira, oeste do sol                            | Rio de Janeiro: Alfaguara, 2021. Tradução do japonês Rita Kohl. 176 p. ISBN 9788556521194 |
| ねじまき鳥クロニクル Nejimaki-dori kuronikuru                                                          | 1994-1995       | Crônica do Pássaro de Corda                               | Rio de Janeiro: Alfaguara, 2017. Tradução do japonês Eunice Suenaga. 768 p. ISBN 9788556520562 |
| スプートニクの恋人 Supūtoniku no koibito                                                               | 1999            | Minha querida Sputnik                                     | Rio de Janeiro: Alfaguara, 2008. Tradução Ana Luiza Dantas Borges. 232 p. ISBN 9788560281503. OBS: já esgotada, a primeira tiragem deste livro saiu em 2003, pela Objetiva, quando o selo Alfaguara não existia ainda. A capa é diferente e o número de páginas é um pouco maior. |
| 海辺のカフカ Umibe no Kafuka                                                                           | 2002            | Kafka à beira-mar                                         | Rio de Janeiro: Alfaguara, 2008. Tradução do japonês Leiko Gotoda. 576 p. ISBN 9788560281428 |
| アフターダーク Afutā Dāku                                                                              | 2004            | Após o anoitecer                                          | Rio de Janeiro: Alfaguara, 2009. Tradução do japonês Lica Hashimoto. 208 p. ISBN 9788560281916 |
| 象の消滅 Zō no shōmetsu                                                                                | 2005            | O elefante desaparece                                     | Rio de Janeiro: Alfaguara, 2018. Tradução do japonês Lica Hashimoto. 304 p. ISBN 9788556520623 |
| 走ることについて語るときに僕の語ること Hashiru koto ni tsuite kataru toki ni boku no kataru koto       | 2007            | Do que eu falo quando eu falo de corrida                  | Rio de Janeiro: Alfaguara, 2010. 152 p. Tradução Cassio de Arantes Leite. ISBN 9788579620270 |
| いちきゅうはちよん Ichi-Kyū-Hachi-Yon                                                                  | 2009            | 1Q84 - Livro 1                                            | Rio de Janeiro: Alfaguara, 2012. Tradução do japonês Lica Hashimoto . 432 p. ISBN 9788579621802 |
| いちきゅうはちよん Ichi-Kyū-Hachi-Yon                                                                  | 2009            | 1Q84 - Livro 2                                            | Rio de Janeiro: Alfaguara, 2013. Tradução do japonês Lica Hashimoto . 376 p. ISBN 9788579622052 |
| いちきゅうはちよん Ichi-Kyū-Hachi-Yon                                                                  | 2010            | 1Q84 - Livro 3                                            | Rio de Janeiro: Alfaguara, 2013. Tradução do japonês Lica Hashimoto. 469 p. ISBN 9788579622649 |
| 色彩を持たない多崎つくると、彼の巡礼の年 Shikisai o motanai Tazaki Tsukuru to, kare no junrei no toshi | 2013            | O incolor Tsukuru Tazaki e seus anos de peregrinação      | Rio de Janeiro: Alfaguara, 2014. Tradução do japonês Eunice Suenaga. 326 p. ISBN 9788579623370 |
| 女のいない男たち Onna no inai otokotachi                                                               | 2014            | Homens sem mulheres                                       | Rio de Janeiro: Alfaguara, 2015. Tradução do japonês Eunice Suenaga. 240 p. ISBN 9788579624384 |
| [職業としての小説家 Hokugyo Toshite no Shosetsuka                                                      | 2015            | Romancista como vocação                                   | Rio de Janeiro: Alfaguara, 2017. Tradução de Eunice Suenaga. 166 pp. ISBN 978-85-5652-038-8 |
| 騎士団長殺し Kishidanchō-goroshi                                                                       | 2017            | O assassinato do comendador, vol. 1: O surgimento da IDEA | Rio de Janeiro: Alfaguara, 2018. Tradução do japonês Rita Kohl. 360 p. ISBN 9788556520777 |
| 騎士団長殺し Kishidanchō-goroshi                                                                       | 2017            | O assassinato do comendador, vol. 2: Metáforas que vagam  | Rio de Janeiro: Alfaguara, 2020. Tradução do japonês Rita Kohl. 376 p. ISBN 9788556520975 |
| 猫を棄てるー父親について語るとき Neko o suteru: Chichioya ni tsuite kataru toki                        | 2019            | Abandonar um gato: O que falo quando falo do meu pai      | Rio de Janeiro: Alfaguara, 2022. Tradução do japonês Rita Kohl. 112 p. ISBN 9788556521408 |
| 一人称単数 Ichininshō Tansū                                                                            | 2020            | Primeira pessoa do singular                               | Rio de Janeiro: Alfaguara, 2023. Tradução do japonês Rita Kohl. 168 p. ISBN 9788556521675 |

- Música, Só Música. Casa das Letras, 2022. 392 p. ISBN 9789896613785[15]
- Primeira pessoa do singular. Casa das Letras, 2021. 176p. ISBN 9789896612405[16]
- A morte do comendador - Vol. 1. Casa das Letras, 2018. 408p. ISBN 9789897800344[17]
- Homens sem mulheres. Casa das Letras, 2017. 256p. ISBN 9789897418105[18]
- Ouve a Canção do Vento e Flíper, 1973 [Hear the Wind Sing (Kaze no uta o kike)]. Casa das Letras, 2016. ISBN 9789897415029[19]
- Os Assaltos à Padaria. Casa das Letras, 2015. ISBN 9789897413520[20]
- A peregrinação do rapaz sem cor [色彩を持たない多崎つくると、彼の巡礼の年, Shikisai o motanai Tazaki Tsukuru to, kare no junrei no toshi, 2013]. Casa das Letras, 2014. Tradução de Maria João Lourenço. 360 p. ISBN 9789724622668
- O impiedoso País das Maravilhas e o Fim do Mundo. Casa das Letras, 2013. 572p. ISBN  9789724621548[21]
- 1Q84. Casa das Letras, 2011. Tradução: Maria João Lourenço. 3 volumes.
- O elefante evapora-se [Zō no shōmetsu]. Casa das Letras, 2010. Tradução Maria João Lourenço. 360 p. ISBN 9789724619736
- Auto-retrato do escritor enquanto corredor de fundo. Casa das Letras, 2009. Tradução Maria João Lourenço. 192 p. ISBN 9789724619231
- A sul da fronteira, a oeste do sol [Kokkyō no minami, taiyō no nishi]. Casa das Letras, 2009. Tradução Maria João Lourenço. 248 p. ISBN 9789724618623
- After Dark - Os passageiros da noite. Casa das Letras, 2008. Tradução Maria João Lourenço. 168 p. ISBN 9789724618388
- A rapariga que inventou um sonho [Mekurayanagi to nemuru onna]. Casa das Letras, 2008. Tradução Maria João Lourenço. 168 p. ISBN 9789724617909
- Dança, dança, dança. Casa das Letras, 2007. Tradução Maria João Lourenço. 480 p. 9789724617510
- Em busca do Carneiro Selvagem. Casa das Letras, 2007. Tradução Maria João Lourenço. 374 p. ISBN 9789724617152
- Underground - O atentado de Tóquio e a mentalidade japonesa. [アンダーグラウンド, Andāguraundo, 1998]. Tinta da China, 2006. Tradução Susana Serras Pereira. 464 p. ISBN 9728955162
- Crónica do pássaro de corda [ねじまき鳥クロニクル, Nejimaki-dori kuronikuru, 2006]. Casa das Letras, 2006. Tradução Maria João Lourenço. 628 p. ISBN 9789724616926
- Kafka à beira-mar. Casa das Letras, 2006. Tradução Maria João Lourenço. 592 p. ISBN 9789724616469
- Sputnik, meu amor. Casa das Letras, 2005. Tradução Maria João Lourenço. 237 p. ISBN 9789724615820.
- Norwegian Wood. Civilização Editora, 2004. Tradução Alberto Gomes. 352 p. ISBN 9789722621755